# Випсанија Пола
Випсанија Пола (лат. Vipsania Polla) била је ћерка Луција Випсанија Агрипе и сестра римског војсковође и политичара Марка Випсанија Агрипе. Живела је у време касне Републике и владавине првог цара Октавијана Августа.
Иако је била истакнута личност, о животу Випсаније Поле се мало зна. Све што је познато јесте да је Пола завршила изградњу споменика под називом Porticus Vipsania, који је био мапа Римског царства уклесана у мермеру. Марко Агрипа је почео изградњу споменика пре своје смрти 12. п. н. е. Иако Porticus Vipsania није опстао до данас, историчар Плиније Старији описао га је у књизи Историја природе.